# Anthanassa sitalces
Anthanassa sitalces är en fjärilsart som beskrevs av Frederick DuCane Godman och Osbert Salvin 1882. Anthanassa sitalces ingår i släktet Anthanassa och familjen praktfjärilar. Inga underarter finns listade i Catalogue of Life.